# Championnat de Belgique de football de troisième division 1926-1927
Navigation
saison suivante
Le Championnat de Belgique de football D3 1926-1927 est la première édition du championnat de Promotion (D3) belge.
Avec la reprise des activités à la fin de la Première Guerre mondiale et le titre olympique remporté par la Belgique aux Jeux d'Anvers, le football belge, et l'attrait du public pour celui-ci, connaît un développement très important. Le nombre de clubs affiliés à l'URBSFA augmente considérablement. Ceci, additionné à l'évolution de niveau de jeu, amène la Fédération belge à créer un niveau supplémentaire dans sa hiérarchie nationale.
Une des idées lors de la création de ce nouveau niveau est de diminuer certaines distances entre les clubs. Certaines compositions de séries laissent toutefois encore de grands trajets à effectuer pour certains d'entre eux, mais l'automobile est aussi en plein essor, durant ce que les anglo-saxons nomment les "Roaring Twenties" (les années 20 hurlantes) avec ses courants d'idées progressistes comme l'Art Déco, la mode féminine plus courte, les premiers mouvements concrets d'émancipation des femmes, la musique jazz, ...
Pour cette première saison, le championnat de Promotion (D3) est articulé en trois séries de 14 équipes. En plus de quatorze formations reléguées du 2e niveau national, vingt-huit clubs sont promus depuis les séries régionales.
Le champion de chaque série monte au 2e niveau, désormais appelé Division 1. Les trois derniers classés de chaque série sont relégués.
Le Tubantia Football & Athletic Club ne termine que 6e de sa série, mais s'illustre en Coupe de Belgique. Le club de la périphérie anversoise atteint la finale et s'y incline de justesse contre le Royal Cercle Sportif Brugeois, champion de Belgique cette année-là, qui signe donc le 2e doublé Championnat-Coupe de l'Histoire.
Le Royal Léopold Club de Bruxelles, fondateur du championnat de Belgique en 1895, échappe de peu à la relégation hors des séries nationales.

## Clubs participants
Quarante-deux clubs prennent part à cette première saison du 3e niveau national du football belge. Les équipes sont réparties en trois séries de 14 formations.

### Série A
| #  | Nom                                | Mat. | Ville           | Stades                | En D3 depuis    | Total en D3 | Province        |
| -- | ---------------------------------- | ---- | --------------- | --------------------- | --------------- | ----------- | --------------- |
| 1  | Courtrai Sports                    | 19   | Courtrai        | ??                    | 1926-1927 (1re) | 1 saison    | Fl. occidentale |
| 2  | Union Sportive Tournaisienne       | 26   | Tournai         | stade Gaston Hortlait | 1926-1927 (1re) | 1 saison    | Hainaut         |
| 3  | Vanneste Genootschap Oostende      | 31   | Ostende         | ??                    | 1926-1927 (1re) | 1 saison    | Fl. occidentale |
| 4  | Association Sportive Renaisienne   | 38   | Renaix          | avenue du 4 mars      | 1926-1927 (1re) | 1 saison    | Fl. orientale   |
| 5  | Association Sportive Ostendaise    | 53   | Ostende         | Albertpark            | 1926-1927 (1re) | 1 saison    | Fl. occidentale |
| 6  | Racing Club Tournaisien            | 36   | Tournai         | Drève de Maire        | 1926-1927 (1re) | 1 saison    | Hainaut         |
| 7  | Club Renaisien                     | 46   | Renaix          | Parc Lagache          | 1926-1927 (1re) | 1 saison    | Fl. orientale   |
| 8  | Sportvereeniging Blankenberghe     | 48   | Blankenberge    | ??                    | 1926-1927 (1re) | 1 saison    | Fl. occidentale |
| 9  | Association Athlétique Termondoise | 59   | Termonde        | ??                    | 1926-1927 (1re) | 1 saison    | Fl. orientale   |
| 10 | Sportkring Roulers                 | 134  | Roulers         | Schierveld            | 1926-1927 (1re) | 1 saison    | Fl. occidentale |
| 11 | Daring Club Blankenberghe          | 146  | Blankenberge    | ??                    | 1926-1927 (1re) | 1 saison    | Fl. occidentale |
| 12 | Football Club Wilrijk              | 155  | Wilrijk         | ??                    | 1926-1927 (1re) | 1 saison    | Anvers          |
| 13 | Sint-Niklaassche Sportkring        | 221  | St-Nicolas/Waas | ??                    | 1926-1927 (1re) | 1 saison    | Fl. orientale   |
| 14 | Sportkring Hoboken                 | 285  | Hoboken         | ??                    | 1926-1927 (1re) | 1 saison    | Anvers          |

### Localisations Série A
| \| AS Ostende VG Ostende SV Blankenberge Daring Blankenberge Roulers Courtrai AS Renaix FC Renaix US Tournai RC Tournai St-Nicolas Termonde Hoboken Wilrijk \| Localisation des clubs engagés en Promotion A 1926-1927 |
| AS Ostende VG Ostende SV Blankenberge Daring Blankenberge Roulers Courtrai AS Renaix FC Renaix US Tournai RC Tournai St-Nicolas Termonde Hoboken Wilrijk                                                               |

### Série B
| #  | Nom                                  | Mat. | Ville      | Stades      | En D3 depuis    | Total en D3 | Province |
| -- | ------------------------------------ | ---- | ---------- | ----------- | --------------- | ----------- | -------- |
| 1  | Société Royale Dolhain Football Club | 9    | Dolhain    | La Bêverie  | 1926-1927 (1re) | 1 saison    | Liège    |
| 2  | Stade Louvaniste                     | 18   | Louvain    | ??          | 1926-1927 (1re) | 1 saison    | Brabant  |
| 3  | Vilvorde Football Club               | 49   | Vilvorde   | ??          | 1926-1927 (1re) | 1 saison    | Brabant  |
| 4  | Cercle Sportif Tongrois              | 73   | Tongres    | ??          | 1926-1927 (1re) | 1 saison    | Limbourg |
| 5  | Racing Club Vottem                   | 279  | Vottem     | ??          | 1926-1927 (1re) | 1 saison    | Liège    |
| 6  | Royal Football Club Bressoux         | 23   | Bressoux   | ??          | 1926-1927 (1re) | 1 saison    | Liège    |
| 7  | Excelsior Football Club Hasselt      | 37   | Hasselt    | ??          | 1926-1927 (1re) | 1 saison    | Limbourg |
| 8  | Humbeek Football Club                | 39   | Humbeek    | ??          | 1926-1927 (1re) | 1 saison    | Brabant  |
| 9  | Cappellen Football Club              | 43   | Kapellen   | ??          | 1926-1927 (1re) | 1 saison    | Anvers   |
| 10 | Spa Football Club                    | 60   | Spa        | ??          | 1926-1927 (1re) | 1 saison    | Liège    |
| 11 | Tubantia Athletic Club               | 64   | Borgerhout | Rivierenhof | 1926-1927 (1re) | 1 saison    | Anvers   |
| 12 | Racing Club Tirlemont                | 132  | Tirlemont  | ??          | 1926-1927 (1re) | 1 saison    | Brabant  |
| 13 | Stade Waremmien Football Club        | 190  | Waremme    | ??          | 1926-1927 (1re) | 1 saison    | Liège    |
| 14 | Victoria Football Club Louvain       | 206  | Louvain    | ??          | 1926-1927 (1re) | 1 saison    | Brabant  |

### Localisations Série B
| \| Cappellen Tubantia Humbeek Vilvorde St. Louvain Vict. Louvain Tirlemont Exc. Hasselt CS Tongrois Vottem Bressoux SRU Verviers Dolhain Spa \| Localisation des clubs engagés en Promotion B 1926-1927 |
| Cappellen Tubantia Humbeek Vilvorde St. Louvain Vict. Louvain Tirlemont Exc. Hasselt CS Tongrois Vottem Bressoux SRU Verviers Dolhain Spa                                                               |

### Série C
| #  | Nom                               | Mat. | Ville           | Stades                          | En D3 depuis    | Total en D3 | Province   |
| -- | --------------------------------- | ---- | --------------- | ------------------------------- | --------------- | ----------- | ---------- |
| 1  | Royal Léopold Club de Bruxelles   | 5    | Uccle           | Parc Brugmann                   | 1926-1927 (1re) | 1 saison    | Brabant    |
| 2  | Football Club Sérésien            | 17   | Seraing         | stade du Pairay                 | 1926-1927 (1re) | 1 saison    | Liège      |
| 3  | Excelsior Sporting Club Bruxelles | 20   | Bruxelles       | ??                              | 1926-1927 (1re) | 1 saison    | Brabant    |
| 4  | Albert Elisabeth Club Mons        | 44   | Mons            | rue du Tir                      | 1926-1927 (1re) | 1 saison    | Hainaut    |
| 5  | Charleroi Sporting Club           | 22   | Charleroi       | rue Spinoy                      | 1926-1927 (1re) | 1 saison    | Hainaut    |
| 6  | Fléron Football Club              | 33   | Fléron          | ??                              | 1926-1927 (1re) | 1 saison    | Liège      |
| 7  | Union Sportive de Liège           | 40   | Loncin          | ??                              | 1926-1927 (1re) | 1 saison    | Liège      |
| 8  | Ixelles Sporting Club             | 42   | Ixelles         | ??                              | 1926-1927 (1re) | 1 saison    | Brabant    |
| 9  | Club Sportif de Schaerbeek        | 55   | Schaerbeek      | Parc Josaphat                   | 1926-1927 (1re) | 1 saison    | Brabant    |
| 10 | Union Hutoise Football Club       | 76   | Huy             | ??                              | 1926-1927 (1re) | 1 saison    | Liège      |
| 11 | Racing Football Club Montegnée    | 77   | Montegnée       | ??                              | 1926-1927 (1re) | 1 saison    | Liège      |
| 12 | Entente Tamines                   | 127  | Tamines         | stade communal rue Saint Martin | 1926-1927 (1re) | 1 saison    | Namur      |
| 13 | Jeunesse Arlonaise                | 143  | Arlon           | ??                              | 1926-1927 (1re) | 1 saison    | Luxembourg |
| 14 | Olympic Club Charleroi            | 246  | Montignies-s-S. | stade de La Neuville            | 1926-1927 (1re) | 1 saison    | Hainaut    |

### Localisations Série C
| \| Bruxelles · R. Léopold CB · Excelsior SC · Ixelles SC · CS Schaerbeek Liège · FC Sérésien · Fléron FC · US Liège · Racing FC Montegnée Bruxelles Liège Huy Tamines Sp. Charleroi Olympic Mons Arlon \| Localisation des clubs engagés en Promotion C 1926-1927 |
| Bruxelles · R. Léopold CB · Excelsior SC · Ixelles SC · CS Schaerbeek Liège · FC Sérésien · Fléron FC · US Liège · Racing FC Montegnée Bruxelles Liège Huy Tamines Sp. Charleroi Olympic Mons Arlon                                                               |

## Classements
- Le nom des clubs est celui employé à l'époque

Légende
- Champion & Promu en Division 1 (D2)
- clubs devant disputer un « test-match » pour assurer son maintien en Promotion
- clubs relégué vers les séries inférieures

Abréviations
 : Relégué de Promotion (D2)

 : Promu depuis les séries inférieures
- (F) = venant des séries inférieures comme "Fondateur" du 3e niveau national.

### Promotion A
| Rang | Équipe                        | Pts | J  | G  | N | P  | Bp | Bc | Diff |
| ---- | ----------------------------- | --- | -- | -- | - | -- | -- | -- | ---- |
| 1    | COURTRAI SPORT                | 41  | 26 | 18 | 5 | 3  | 55 | 23 | +32  |
| 2    | SK Hoboken (F)                | 39  | 26 | 17 | 2 | 7  | 72 | 42 | +30  |
| 3    | St-Niklaassche SK (F)         | 35  | 26 | 15 | 5 | 6  | 68 | 37 | +31  |
| 4    | AS Renaisienne                | 29  | 26 | 12 | 5 | 9  | 42 | 46 | -4   |
| 5    | AS Ostendaise                 | 28  | 26 | 10 | 8 | 8  | 51 | 41 | +10  |
| 6    | Club Renaisien (F)            | 27  | 26 | 9  | 9 | 8  | 51 | 46 | +5   |
| 7    | SV Blankenberghe (F)          | 26  | 26 | 10 | 6 | 10 | 66 | 63 | +3   |
| 8    | RC Tournaisien (F)            | 26  | 26 | 10 | 6 | 10 | 44 | 52 | -8   |
| 9    | AA Termondoise (F)            | 24  | 26 | 9  | 6 | 12 | 30 | 43 | -13  |
| 10   | VG Oostende                   | 21  | 26 | 7  | 7 | 12 | 43 | 50 | -7   |
| 11   | SK Roulers (F)                | 21  | 26 | 8  | 5 | 13 | 45 | 57 | -12  |
| 12   | FC Wilrijk (F)                | 20  | 26 | 8  | 4 | 14 | 49 | 61 | -12  |
| 13   | Daring Club Blankenberghe (F) | 16  | 26 | 7  | 2 | 17 | 52 | 69 | -17  |
| 14   | US Tournaisienne              | 14  | 26 | 7  | 0 | 19 | 39 | 79 | -40  |

### Promotion B
| Rang | Équipe                   | Pts | J  | G  | N  | P  | Bp | Bc  | Diff |
| ---- | ------------------------ | --- | -- | -- | -- | -- | -- | --- | ---- |
| 1    | CS TONGROIS              | 37  | 26 | 17 | 3  | 6  | 79 | 42  | +37  |
| 2    | FC Bressoux (F)          | 36  | 26 | 17 | 2  | 7  | 93 | 55  | +38  |
| 3    | Vilvorde FC              | 35  | 26 | 16 | 3  | 7  | 89 | 50  | +39  |
| 4    | Excelsior FC Hasselt (F) | 35  | 26 | 14 | 7  | 5  | 65 | 43  | +22  |
| 5    | Humbeek FC (F)           | 31  | 26 | 12 | 7  | 7  | 77 | 66  | +11  |
| 6    | Tubantia AC (F)          | 29  | 26 | 12 | 5  | 9  | 74 | 48  | +26  |
| 7    | Cappellen FC (F)         | 28  | 26 | 13 | 2  | 11 | 55 | 57  | -2   |
| 8    | RC Tirlemont (F)         | 26  | 26 | 11 | 4  | 11 | 61 | 61  | 0    |
| 9    | Stade Louvaniste         | 20  | 26 | 6  | 8  | 12 | 58 | 78  | -20  |
| 10   | SR Dolhain FC            | 20  | 26 | 5  | 10 | 11 | 35 | 50  | -15  |
| 11   | Victoria FC Louvain (F)  | 20  | 26 | 9  | 2  | 15 | 50 | 78  | -28  |
| 12   | RC Vottem                | 18  | 26 | 8  | 2  | 16 | 49 | 64  | -15  |
| 13   | Stade Waremmien FC (F)   | 18  | 26 | 5  | 8  | 13 | 55 | 84  | -29  |
| 14   | Spa FC (F)               | 11  | 26 | 4  | 3  | 19 | 36 | 100 | -64  |

### Promotion C
| Rang | Équipe                  | Pts | J  | G  | N | P  | Bp | Bc  | Diff |
| ---- | ----------------------- | --- | -- | -- | - | -- | -- | --- | ---- |
| 1    | FLERON FC (F)           | 36  | 26 | 16 | 4 | 6  | 86 | 53  | +33  |
| 2    | Charleroi SC (F)        | 35  | 26 | 16 | 3 | 7  | 60 | 27  | +33  |
| 3    | AEC Mons                | 35  | 26 | 16 | 3 | 7  | 78 | 51  | +27  |
| 4    | Racing FC Montegnée (F) | 33  | 26 | 14 | 5 | 7  | 97 | 56  | +41  |
| 5    | CS Schaerbeek (F)       | 32  | 26 | 12 | 8 | 6  | 72 | 45  | +27  |
| 6    | US Liège (F)            | 26  | 26 | 11 | 4 | 11 | 60 | 61  | -1   |
| 7    | Olympic CC (F)          | 26  | 26 | 12 | 2 | 12 | 58 | 63  | -5   |
| 8    | Ixelles SC (F)          | 25  | 26 | 9  | 7 | 10 | 52 | 62  | -10  |
| 9    | FC Sérésien             | 24  | 26 | 10 | 4 | 12 | 64 | 65  | -1   |
| 10   | Jeunesse Arlonaise (F)  | 23  | 26 | 10 | 3 | 13 | 67 | 64  | +3   |
| 11   | R. Léopold CB           | 21  | 26 | 7  | 7 | 12 | 53 | 59  | -6   |
| 11   | Union Hutoise FC (F)    | 21  | 26 | 9  | 3 | 14 | 51 | 84  | -33  |
| 13   | Entente Tamines (F)     | 18  | 26 | 9  | 0 | 17 | 53 | 92  | -39  |
| 14   | Excelsior SC            | 9   | 26 | 4  | 1 | 21 | 37 | 106 | -69  |

## Déroulement de la saison

### Résultats des rencontres - Série A
| Résultats (▼dom., ►ext.)                                   | 1 | 2 | 3 | 4 | 5 | 6 | 7 | 8 | 9 | 10 | 11 | 12 | 13 | 14 |
|                                                            |   | - | - | - | - | - | - | - | - | -  | -  | -  | -  | -  |
|                                                            | - |   | - | - | - | - | - | - | - | -  | -  | -  | -  | -  |
|                                                            | - | - |   | - | - | - | - | - | - | -  | -  | -  | -  | -  |
|                                                            | - | - | - |   | - | - | - | - | - | -  | -  | -  | -  | -  |
|                                                            | - | - | - | - |   | - | - | - | - | -  | -  | -  | -  | -  |
|                                                            | - | - | - | - | - |   | - | - | - | -  | -  | -  | -  | -  |
|                                                            | - | - | - | - | - | - |   | - | - | -  | -  | -  | -  | -  |
|                                                            | - | - | - | - | - | - | - |   | - | -  | -  | -  | -  | -  |
|                                                            | - | - | - | - | - | - | - | - |   | -  | -  | -  | -  | -  |
|                                                            | - | - | - | - | - | - | - | - | - |    | -  | -  | -  | -  |
|                                                            | - | - | - | - | - | - | - | - | - | -  |    | -  | -  | -  |
|                                                            | - | - | - | - | - | - | - | - | - | -  | -  |    | -  | -  |
|                                                            | - | - | - | - | - | - | - | - | - | -  | -  | -  |    | -  |
|                                                            | - | - | - | - | - | - | - | - | - | -  | -  | -  | -  |    |
| - Victoire à domicile - Match nul - Victoire à l'extérieur |   |   |   |   |   |   |   |   |   |    |    |    |    |    |

### Résultats des rencontres - Série B
| Résultats (▼dom., ►ext.)                                   | 1 | 2 | 3 | 4 | 5 | 6 | 7 | 8 | 9 | 10 | 11 | 12 | 13 | 14 |
|                                                            |   | - | - | - | - | - | - | - | - | -  | -  | -  | -  | -  |
|                                                            | - |   | - | - | - | - | - | - | - | -  | -  | -  | -  | -  |
|                                                            | - | - |   | - | - | - | - | - | - | -  | -  | -  | -  | -  |
|                                                            | - | - | - |   | - | - | - | - | - | -  | -  | -  | -  | -  |
|                                                            | - | - | - | - |   | - | - | - | - | -  | -  | -  | -  | -  |
|                                                            | - | - | - | - | - |   | - | - | - | -  | -  | -  | -  | -  |
|                                                            | - | - | - | - | - | - |   | - | - | -  | -  | -  | -  | -  |
|                                                            | - | - | - | - | - | - | - |   | - | -  | -  | -  | -  | -  |
|                                                            | - | - | - | - | - | - | - | - |   | -  | -  | -  | -  | -  |
|                                                            | - | - | - | - | - | - | - | - | - |    | -  | -  | -  | -  |
|                                                            | - | - | - | - | - | - | - | - | - | -  |    | -  | -  | -  |
|                                                            | - | - | - | - | - | - | - | - | - | -  | -  |    | -  | -  |
|                                                            | - | - | - | - | - | - | - | - | - | -  | -  | -  |    | -  |
|                                                            | - | - | - | - | - | - | - | - | - | -  | -  | -  | -  |    |
| - Victoire à domicile - Match nul - Victoire à l'extérieur |   |   |   |   |   |   |   |   |   |    |    |    |    |    |

### Résultats des rencontres - Série C
| Résultats (▼dom., ►ext.)                                   | 1 | 2 | 3 | 4 | 5 | 6 | 7 | 8 | 9 | 10 | 11 | 12 | 13 | 14 |
|                                                            |   | - | - | - | - | - | - | - | - | -  | -  | -  | -  | -  |
|                                                            | - |   | - | - | - | - | - | - | - | -  | -  | -  | -  | -  |
|                                                            | - | - |   | - | - | - | - | - | - | -  | -  | -  | -  | -  |
|                                                            | - | - | - |   | - | - | - | - | - | -  | -  | -  | -  | -  |
|                                                            | - | - | - | - |   | - | - | - | - | -  | -  | -  | -  | -  |
|                                                            | - | - | - | - | - |   | - | - | - | -  | -  | -  | -  | -  |
|                                                            | - | - | - | - | - | - |   | - | - | -  | -  | -  | -  | -  |
|                                                            | - | - | - | - | - | - | - |   | - | -  | -  | -  | -  | -  |
|                                                            | - | - | - | - | - | - | - | - |   | -  | -  | -  | -  | -  |
|                                                            | - | - | - | - | - | - | - | - | - |    | -  | -  | -  | -  |
|                                                            | - | - | - | - | - | - | - | - | - | -  |    | -  | -  | -  |
|                                                            | - | - | - | - | - | - | - | - | - | -  | -  |    | -  | -  |
|                                                            | - | - | - | - | - | - | - | - | - | -  | -  | -  |    | -  |
|                                                            | - | - | - | - | - | - | - | - | - | -  | -  | -  | -  |    |
| - Victoire à domicile - Match nul - Victoire à l'extérieur |   |   |   |   |   |   |   |   |   |    |    |    |    |    |

### Test-match pour désigner le12eclassé de la Promotion C (Terrain RC Tirlemont)
| Date       | Equipe 1             | Equipe 2             | Score                                                                             | Remarques |
| ---------- | -------------------- | -------------------- | --------------------------------------------------------------------------------- | --------- |
| 15/05/1927 | R. Léopold CB        | Union Hutoise FC (F) | 35'+86' Bertrand (1-0,2-2 p) 2, 48' Delcoigne (1-1), 83'+99' Devos (1-2,2-3) 2 \| |           |
|            | Union Hutoise FC (F) | Relégué              |                                                                                   |           |

## Résumé de la saison
- Champion A: Courtrai Sport (1er titre en D3)
- Champion B: CS Tongrois (1er titre en D3)
- Champion C: Fléron FC (1er titre en D3)
- Premier titre de "D3" pour la Province de Liège.
- Premier titre de "D3" pour la Province de Limbourg.
- Premier titre de "D3" pour la Province de Flandre occidentale.

| Région flamande (16) | Région flamande (16) | Province de Brabant (9)           | Province de Brabant (9) | Région wallonne (17)   | Région wallonne (17) |
| --- | -------------------- | --------------------------------- | ----------------------- | ---------------------- | -------------------- |
| Province d'Anvers | 4                    | Province de Brabant               | 9                       | Province de Hainaut    | 5                    |
| Province de Flandre-Occidentale | 6                    | dont Région de Bruxelles-Capitale | 4                       | Province de Liège      | 10                   |
| Province de Flandre-Orientale | 4                    | dont Province du Brabant flamand  | 5                       | Province de Luxembourg | 1                    |
| Province de Limbourg | 2                    | dont Province du Brabant wallon   | 0                       | Province de Namur      | 1                    |
| Rappel: En Belgique, le principe d'une frontière linguistique est créé par la Loi du 21 juillet 1921, mais elle n'est définitivement fixée que par les Lois du 8 novembre 1962. Cette « frontière » voit ses effets principaux se marquer à partir de 1963 avec, par exemple, les passages de Mouscron en Hainaut ou de Fourons au Limbourg. La Belgique ne devient un État fédéralisé qu'à partir de 1970 lorsqu'est appliquée la première réforme constitutionnelle. À ce moment, l'ajout de l'« Article 59bis » crée les « Communautés » alors que le plus délicat, car longtemps et âprement débattu, « Article 107quater » établit les « Régions ». La Région de Bruxelles-Capitale ne voit le jour qu'en 1989. La scission de la Province de Brabant en deux (flamand et wallon) n'intervient officiellement qu'au 1er janvier 1995. |                      |                                   |                         |                        |                      |

## Débuts en séries nationales
Dix-huit clubs font leurs débuts en séries nationales et par la même occasion en "Division 3".
- Tubantia AC, Cappellen FC, SK Hoboken, FC Wilrijk (14, 15, 16 et 17e clubs de la Prov. d'Anvers) -  1re Anversois en D3 ;
- Humbeek FC, Ixelles SC, Victoria FC Louvain, RC Tirlemont (18, 19, 20 et 21e clubs de la Prov. de Brabant) - 1re Brabançons en D3 ;
- Daring Club Blankenberghe, SK Roeselare (9 et 10e clubs de la Prov. de Flandre occidentale) - 1re Flandriens occidentaux en D3 ;
- Club Renaisien, St-Niklaassche SK (7 et 8e clubs de la Prov. de Flandre orientale) 1re Flandriens orientaux en D3 ;
- Union Hutoise FC, US Liège, Spa FC, Stade Waremmien FC (14e, 15e, 16e et 17e clubs de la Prov. de Liège) - 1re Liégeois en D3 ;
- Olympic Club de Charleroi, RC Tournaisien (4 et 5e clubs de la Prov. de Hainaut) - 1re Hennuyers en D3.

## Débuts en D3
Les clubs ci-dessous avaient déjà évolué en séries nationales par le passé. Avec les 18 nouveaux venus en "nationale", ils forment les 42 fondateurs de la D3 belge, et donc selon toute logique font leurs débuts à ce niveau.

### Promus au3eniveaupour cette saison
- CS Schaerbeek est le 1er Brabançon en D3 (ex aequo avec Humbeek, Ixelles, Victoria Louvain et Tirlemont, voir ci-dessus)
- SV Blankenberghe est le 1er Flandrien occidental en D3 (ex aequo avec SK Roeselare et Daring Blankenberge, voir ci-dessus);
- AA Termondoise est le 1er Flandrien oriental en D3 (ex aequo avec St-Niklaasschee et Club Renaisien, voir ci-dessus);
- FC Bressoux, Racing FC Montegnée, Fléron FC sont les 1re Liégeois en D3 (ex aequo avec Huy, US Liège, Spa et Waremme, voir ci-dessus) ;
- Charleroi SC est le 1er Hennuyer en D3 (ex aequo avec Olympic et RC Tournaisien, voir ci-dessus)
- Excelsior FC Hasselt est le 1er Limbourgeois en D3 (ex aequo avec Tongres, voir ci-dessous) ;
- Jeunesse Arlonaise est le 1er Luxembourgeois en D3 ;
- Entente Tamines est le 1er Namurois en D3 ;

### Relégués au3eniveaupour cette saison
- Vilvorde FC, Stade Louvaniste, R. Léopold CB & Excelsior SC sont les 1re Brabançons en D3 (ex aequo avec les autres nouveaux arrivants de cette province, voir ci-dessus) ;
- Courtrai Sport, AS Ostendaise et VG Oostende sont les 1re Flandriens occidentaux en D3 (ex aequo avec les autres nouveaux arrivants de cette province, voir ci-dessus) ;
- AS Renaisienne est le 1er Flandrien oriental en D3 (ex aequo avec les autres nouveaux arrivants de cette province, voir ci-dessus) ;
- SR Dolhain FC, FC Sérésien et RC Vottem sont les 1re Liégeois en D3 (ex aequo avec les autres nouveaux arrivants de cette province, voir ci-dessus) ;
- US Tournaisienne et AEC Mons sont les 1re Hennuyers en D3 (ex aequo avec les autres nouveaux arrivants de cette province, voir ci-dessus) ;
- CS Tongrois est le 1er Limbourgeois en D3 (ex aequo avec l'autre nouvel arrivant de cette province, voir ci-dessus) ;

## Montée vers le.../ Relégation du2eniveau
Courtrai Sport, le CS Tongrois et Fléron FC sont promus en Division 1 (D2).
L'AS Herstalienne, St-Ignace SC Anvers et Skill Racing Union Verviers sont relégués depuis la Division 1 (D2) 1926-1927.

## Relégations vers le niveau inférieur
Les neuf relégués, triés par Province, sont:
| Clubs                                                   |   | Provinces                       |
| ------------------------------------------------------- | - | ------------------------------- |
| FC Wilrijk                                              | ⇒ | Province d'Anvers               |
| Excelsior SC                                            | ⇒ | Province de Brabant             |
| Daring Club Blankenberghe                               | ⇒ | Province de Flandre-Occidentale |
|                                                         | ⇒ | Province de Flandre-Orientale   |
| US Tournaisienne                                        | ⇒ | Province de Hainaut             |
| Union Hutoise FC, Spa FC, Stade Waremmien FC, RC Vottem | ⇒ | Province de Liège               |
|                                                         | ⇒ | Province de Limbourg            |
|                                                         | ⇒ | Province de Luxembourg          |
| Entente Tamines                                         | ⇒ | Province de Namur               |

## Montée depuis le niveau inférieur
Neuf clubs sont promus depuis les séries inférieures:
| Provinces                       | Montant                   |
| ------------------------------- | ------------------------- |
| Province d'Anvers               | Borgerhoutsche SK         |
| Province de Brabant             | FC Zwarte Leeuw Vilvoorde |
| Province de Flandre-Occidentale | Knokke FC                 |
| Province de Flandre-Orientale   | RC Wetteren               |
| Province de Hainaut             | Union Jemappes            |
| Province de Liège               | La Jeunesse d'Eupen       |
| Province de Limbourg            | Hasseltse VV              |
| Province de Luxembourg          | Excelsior Virton          |
| Province de Namur               | Namur Sports              |

## Création du registre matriculaire
C'est donc durant cette saison 1926-1927 qu'est instauré le système de numérotation matriculaire des clubs de football belges. La paternité de ce "Regsitre" est attribuée à Alfred Verdyck, ancien joueur du Royal Antwerp Football Club, entraîneur et dirigeant de celui-ci, devenu Secrétaire Général de l'URBSFA.
Secrétaire Général de la Fédération, Verdyck, qui est aussi entraîneur de l'Antwerp, imagine et initie ce système qui attribue un numéro d'inscription à chaque club.
La règle est que les clubs reçoivent leur numéro matricule dans l'ordre de leur affiliation à la Fédération (URBSFA).
La première liste est publiée en décembre 1926. La numérotation initiale prend en compte l'ancienneté des cercles par rapport à leur fondation. Le Royal Antwerp Football Club se voit attribuer le numéro 1, comme plus vieux du pays. (Une assertion que certains historiens et documentalistes remettent parfois en doute de nos jours).
Dans les huit premiers numéros, sept sont attribués aux clubs fondateurs de la Fédération en 1895 toujours en activité (trois cercles ont entretemps disparu).
Curieusement, le Daring Club de Bruxelles reçoit le 2, alors qu'il a été fondé "après" des fondateurs de l'UBSSA. D'autres "litiges" sont soulevés, comme le 7 de La Gantoise (fondatrice de la Fédération ⇒voir 1895-1896) par rapport au 11 du RC de Gand. Ce club existait avant la création de la section football de La Gantoise. Ces désaccords font désormais partie du folklore du football belge.
Jusqu'en 1964, toute fusion de clubs engendre la création d'un nouveau matricule pour le club fusionné et l'effacement des anciens matricules. Depuis, le club fusionné choisit quel matricule il souhaite conserver parmi ceux des anciens clubs le composant.
Quasi unique monde, le matricule est le "passeport des clubs", puisque, entre autres, c'est lui qui autorise à prendre part aux compétitions et détermine l'appartenance à une division.
Voir les 100 premiers matricules.

## Divisions inférieures
Comme on peut le voir ci-dessus, les nouveaux venus pour la saison suivante sont chacun originaire d'une Province différente.
Près de 10 ans après la fin de la Première Guerre mondiale, le football belge a repris son développement. L'URSBFA manœuvre correctement, se renforçant tout en fidélisant ses clubs.
La Fédération belge commence à articuler ses compétitions selon une forme pyramidale de plus en plus proche de ce que nous connaissons aujourd'hui. La création du 3e niveau national en 1926 est une étape. La structuration des séries inférieures sur base des Provinces administratives en est une autre.
En cette fin des années 1920, le football belge enregistre la création d'"Ententes de clubs", qui sont les bases des actuels Comités provinciaux. L'Entente verviétoise est créée en 1926, l'Entente liégeoise en 1927, l'Entente namuroise en 1930. Ces associations s'affilient à l'Union Belge et reçoivent également un n° matricule.
La transition s'opère de séries "régionales" en séries provinciales.